# Condado de Rains
O Condado de Rains é um dos 254 condados do estado norte-americano do Texas. A sede do condado é Emory, e sua maior cidade é Emory.
O condado possui uma área de 670 km² (dos quais 69 km² estão cobertos por água), uma população de 9 139 habitantes, e uma densidade populacional de 15 hab/km² (segundo o censo nacional de 2000).
O condado foi criado em 1870.